# Geraldo Nunes
Geraldo Nunes (Teófilo Otoni, 1933 - São Paulo, 13 de maio de 2016) foi um cantor e compositor brasileiro.
Completou quarenta anos de carreira em 2006. Em 1975 gravou seu grande sucesso, A velha debaixo da cama, do compositor Jonas de Andrade, que vendeu 800 mil cópias e rendeu a ele vários troféus, inclusive o da Discoteca do Chacrinha [carece de fontes?].
No currículo tem 18 discos, entre LPs, compactos e CDs. Compôs sucessos para muitos artistas e dividiu um disco com sua filha, Monalisa Nunes. Fez shows e os gravou por todo o país. No cinema, fez incursões em dois filmes [carece de fontes?].

Geraldo Nunes morava em Santana de Parnaíba, em São Paulo faleceu no dia 13 de Maio de 2016, aos 83 anos, vítima de problemas cardíacos.